# ONE FC: War of the Lions
ONE FC: War of the Lions foi um evento de artes marciais mistas promovido pelo ONE Fighting Championship, ocorrido em 31 de março de 2012 no Singapore Indoor Stadium em Kallang, Singapura.

## Background
O evento marcou a estréia de Nicole Chua, o que se acredita ser a primeira lutadora profissional de MMA da Singapura.

## Ligações Externas
1. ↑  Um corte na perna da Manhoef o impossibilitou de continuar na luta.